# Kolonibidion
Kolonibidion is een kevergeslacht uit de familie van de boktorren (Cerambycidae). De wetenschappelijke naam van het geslacht werd voor het eerst geldig gepubliceerd in 2009 door Martins.

## Soorten
Kolonibidion is monotypisch en omvat slechts de volgende soort:
- Kolonibidion femoratum (Martins, 1971)